# Nadere Reformatie
Con Nadere Reformatie (en holandés "continuar la reforma"), se denomina a un período de la historia religiosa en los Países Bajos, entre 1600 a 1750, dentro de la Iglesia Reformada holandesa, caracterizado por el deseo de aplicar la reforma calvinista en el ámbito familiar y social, tratando de equilibrar la doctrina clásica del calvinismo ortodoxo y la piedad religiosa personal, bajo la influencias del Puritanismo inglés y el Pietismo alemán. En este período las obras de muchos puritanos se traducen al holandés. 

## Concepto
La Nadere Reformatie puso  énfasis en la importancia del mensaje bíblico en todos los aspectos de la vida cotidiana. La Reforma de Martin Lutero y Juan Calvino  llevó a una ruptura con la Iglesia católica y cada uno de los aspectos de su teología. 
Willem van 't Spijker, describió la Nadere Reformatie como "la versión holandesa del Pietismo del siglo xvii".

## Representantes
Los representantes más conocidos fueron los profesores Gisbert Voetius y Hermann Witsius , así como los pastores Wihelmus à Brakel y Jodocus van Lodenstein. En el caso de Jean de Labadie sus posiciones radicales le llevaron a una separación de la Iglesia Reformada.

## Literatura
- T. Brienen, entre otros (Eds.): De Nadere Reformatie en het Gereformeerd Piëtisme. Uitgeverij Boekcentrum B. V., 's-Gravenhage 1989.
- Johannes van den Berg: Die Frömmigkeitsbestrebungen in den Niederlanden. En: Martin Brecht (Ed.): Historia del Pietismo Bd. 1. El Pietismo del siglo XVII hasta principios del siglo XVIII. Edice, & Ruprecht, Göttingen, 1993, ISBN 3525553439, pág. 57-112 Y 542-587.
- Fred van Lieburg: From Pure Church to Pious Culture. The Further Reformation in the Seventeenth-Century Dutch Republic. En: Fred W. Graham (Ed.): Later Calvinism. International Perspectives. Kirksville, 1994.
- C. Graafland, W. J. op 't Hof, F. A. van Lieburg: Nadere Reformatie: opnieuw een poging tot begripsbepaling. En: Documentatieblad Nadere Reformatie 19 (1995), Pág. 105-184 (http://www.ssnr.nl/orientatie, s. begripsbepaling).
- Willem Jan Op't Hof: Die Nähere Reformation und der niederländische reformierte Pietismus und ihr Verhältnis zum deutschen Pietismus.. En: Nederlands Archief Voor Kerkgeschiedenis 78 (1998), P. 161-183.
- Johannes Wallmann: Die Nadere Reformatie und der deutscher Pietismus. En: Pietismus und Orthodoxie. Weber, 2010, P. 406-426.
- Fred van Lieburg: Wege der niederländischen Pietismusforschung. En: Pietismus und Neuzeit Band 37 (2011), P. 211–253.